# Qnap
Qnap (Quality Network Appliance Provider) Systems, Inc. (ou QNAP) est un constructeur informatique basé à Taïwan et spécialisé dans les solutions de stockage réseau (NAS, routeur, switch, et carte réseau) pour les particuliers et les entreprises.

## Histoire
QNAP était originellement un département d'IEI Integration Corporation, une entreprise d'informatique industrielle située à Taïwan. En 2004, QNAP Systems Inc. est séparé du reste du groupe en tant que compagnie indépendante.